# 莫納斯特羅克 (伊凡諾-法蘭科夫斯克州)
48°49′21″N 25°15′38″E / 48.82250°N 25.26056°E
莫納斯特羅克（羅馬化：Monastyrok）是烏克蘭的村落，位於該國西部伊萬諾-弗蘭科夫斯克州，由科洛梅亚区負責管轄，始建於1470年，面積0.45平方公里，2001年人口111，人口密度每平方公里248.3人。

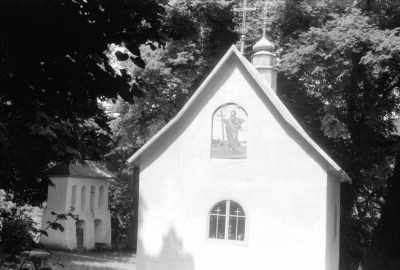